# Грбови рејона Чеченије

Грбови рејона Чеченије обухвата галерију грбова административних јединица руске федералне републике Чеченије, са статусом градских округа и рејона, те њихове историјске грбове (уколико их има).
Већина грбова настала је након враћања Републике Чеченије под суверенитет Русије.

## Грбови округа и рејона
- Грб округа 
 Аргуна
- Грб округа 
 Грозни
- 1 — Грб рејона 
 Ачхој Мартановски
- 2 — Грб рејона 
 Веденски
- 3 — Грб рејона 
 Галанчошки
- 4 — Грб рејона 
 Грознијски
- 5 — Грб рејона 
 Гудермешки
- 6 — Грб рејона 
 Итум Калински
- 7 — Грб рејона 
 Курчалојевски
- 8 — Грб рејона 
 Натеречни
- 9 — Грб рејона 
 Наурски
- 10 — Грб рејона 
 Ножај Јуртовски
- 12 — Грб рејона 
 Урус Мартановски
- 13 — Грб рејона 
 Чеберлојевски
- 14 — Грб рејона 
 Шалински
- 15 — Грб рејона 
 Шаројски
- 16 — Грб рејона 
 Шатојски
- 17 — Грб рејона 
 Шелковски